# Rollieren (Schienenfahrzeug)
Bei Schienenfahrzeugen ist Rollieren ein schädlicher Schwingungszustand eines Radsatzes, der bei Betrieb an der Haftreibungsgrenze auftritt. Als anhaltender Zustand ist das nur mit steif geregelten Antrieben möglich, da der Betrieb an der Haftreibungsgrenze instabil ist. Diese Instabilität, siehe Stick-Slip-Effekt, regt gerade die Torsionsschwingung der beiden Räder gegeneinander an. Der für die Anregung nötige Unterschied zwischen Haft- und Gleitreibung tritt eher bei mittleren und höheren Reibbeiwerten auf.
Die Schwingungsfrequenz ist gegeben durch die Torsionssteifigkeit der Welle und das Massenträgheitsmoment der Räder und liegt meist zwischen 50 und 100 Hz. Durch den schnellen Lastwechsel ist Materialermüdung bis hin zum Schwingbruch der Welle als Gefährdung beim Sicherheitsnachweis zu berücksichtigen. Katastrophales Versagen durch Rollieren ist bisher nicht bekannt geworden, wohl aber Versagen des Kraftschlusses bei aufgepressten Rädern.
Der Rollierschutz ist eine Funktion der Traktionskontrolle zur Vermeidung dieses Betriebszustandes, durch Verringerung des Drehmoments oder geringe Änderung der Drehzahl (Erhöhung bei Traktion, Verringerung beim Bremsen).